# NGC 3065
NGC 3065 est une galaxie lenticulaire située dans la constellation de la Grande Ourse. NGC 3065 a été découverte par l'astronome germano-britannique William Herschel en 1785.

## Caractéristiques
Sa vitesse par rapport au fond diffus cosmologique est de 2 055 ± 5 km/s, ce qui correspond à une distance de Hubble de 30,3 ± 2,1 Mpc (∼98,8 millions d'al).
À ce jour, huit mesures non basées sur le décalage vers le rouge (redshift) donnent une distance de 28,562 ± 6,820 Mpc (∼93,2 millions d'al), ce qui est à l'intérieur de la distance de Hubble.
NGC 3065 présente une large raie HI et c'est aussi est une galaxie LINER b, c'est-à-dire une galaxie dont le noyau présente un spectre d'émission caractérisé par de larges raies d'atomes faiblement ionisés.
Selon la base de données Simbad, NGC 3065 est une galaxie LINER, c'est-à-dire une galaxie dont le noyau présente un spectre d'émission caractérisé par de larges raies d'atomes faiblement ionisés.